# BC Vienne-Saint-Romain
Le Basket Club Vienne-Saint-Romain est un club français de basket-ball basé à Vienne. Il a évolué en Nationale 2 (3e division nationale à l'époque) pendant une dizaine d'années. 

## Historique
Le club a évolué en Nationale 2 pendant une dizaine d'années (fin des années 80 à 1998). En 1993-1994, le club se classe 6e avec 18 victoires pour 12 défaites. En 1994-1995, il obtient une 8e place avec 14 victoires pour 16 défaites. Le club est mis en dépôt de bilan en Août 1998.   

### Joueurs célèbres ou marquants
- Ilia Evtimov
- Bernard Sangouard
- Christian Bruss
- Ken Leeks
- Jim Gala
- Alain Vigneau
- Patrick Cazemajou